# Radio Reloj
Radio Reloj (span. für Uhrenradio oder Radiouhr) ist ein spanischsprachiger staatlicher Hörfunksender aus Kuba. Radio Reloj ist ein reiner Nachrichtensender, wobei jedoch auch kurze dokumentative Beiträge und "zeitlose" Informationen aus allen Bereichen des täglichen Lebens gesendet werden. Auf Sendung seit dem 1. Juli 1947, nimmt Radio Reloj für sich in Anspruch, der älteste 24-Stunden-Nachrichtensender der Welt zu sein. Nach Fiedel Castros Machtübernahme 1959 und der anschließenden Verstaatlichung aller Medien wurde Radio Reloj Teil der von der Kommunistischen Partei kontrollierten kubanischen Rundfunkbehörde ICRT.

## Format
Markant ist das Ticken eines Sekundenzeigers im Hintergrund. Zu jeder vollen Minute ertönt ein Piepton, die Ansage der aktuellen Uhrzeit sowie das Morsezeichen für RR (Radio Reloj). Wird zum Zeitpunkt des Minutenpieptons gerade eine Meldung verlesen, erfolgt die Zeitansage im direkten Anschluss an diese Meldung. Die meisten Meldungen sind kürzer als eine Minute. Bei längeren Meldungen und Dokumentarbeiträgen werden diese dann in Minutentakte zerlegt, die dann z. T. minutenweise versetzt gesendet werden. Jeweils um 12 Uhr mittags und um Mitternacht werden die aktuellen Uhrzeiten in zwanzig Hauptstädten der Welt angesagt. Dies ist auch als Sample in Manu Chaos Song „Me gustas tu“ zu hören: „Doce de la noche en La Habana, Cuba. Once de la noche en San Salvador, El Salvador. Once de la noche in Managua, Nicaragua… (Zwölf Uhr nachts in Havanna, Kuba. Elf Uhr nachts in San Salvador, El Salvador. Elf Uhr nachts in Managua, Nicaragua...)“.

## Empfang
Der Sender kann neben Internet-Stream auch über 22 Mittelwellen- und 16 UKW-Sender (v. a. in größeren Städten Kubas) empfangen werden.

## Geschichte
Der Sender wurde von den Brüdern Abel und Goar Mestre gegründet, die seit 1943 bereits die Hälfte der Anteile von CMQ Radio besaßen, der zweitgrößten landesweiten Senderkette. Die Idee, dies Radioformat in Kuba einzuführen, stammte von Gaspar Pumarejo, dem damaligen Programmchef von CMQ, der von der Existenz des Senders  XEQK in Mexiko erfahren hatte, die die Uhrzeit im Minutentakt sendeten, unterbrochen von voraufgezeichneten Werbespots. Pumarejo schlug Goar Mestre, dem Eigentümer von CMQ, vor, einen ähnlichen Sender zu gründen, der jedoch im Wechsel zur vollen Stunde Live-Ansagen und Nachrichten sendete.
Am 1. Juli 1947 um 6.00 Uhr morgens nahm der Radiosender Radio Reloj den Sendebetrieb auf dem Dach des alten CMQ-Geländes in der Calle Monte, Ecke Calle Prado in Havanna auf. In kleinen und unzureichenden Räumlichkeiten gab es einen Tisch, ein Mikrofon, ein Metronom und zwei Stühle.
Während der zur Kubanischen Revolution führenden Unruhen war Radio Reloj am 13. März 1957 Angriffsziel einer Gruppe von Kämpfern des Directorio Revolucionario (DR): Der Versuch der vorwiegend studentischen Gruppe, die Gewalt über den Sender zu gewinnen und die Nation zum Aufstand aufzurufen scheiterte allerdings ebenso wie der parallel ausgeführte Attentatsversuch auf Fulgencio Batista im erstürmten Präsidentenpalast. Beim Rückzug vom Sendergebäude auf das Universitätsgelände wurde DR-Anführer José Antonio Echevarría von der Polizei gestoppt und in einem Feuergefecht getötet. Die Sprecherkabine, die Echevarría betrat, heute ein Museum, dessen Uhr zum Zeitpunkt der Ankündigung des gescheiterten Anschlags stehen geblieben ist. Jedes Jahr wird an diesen Moment erinnert, indem die aufgeregte Stimme, die in das Mikrofon schrie, erneut gesendet wird.
Nach der Machtübernahme Fidel Castros im Januar 1959 und im Zuge der schrittweisen Abschaffung der Pressefreiheit in Kuba wurde Radio Reloj im September 1960 zwangsverstaatlicht. Die Gebrüder Mestre waren bereits im März und April 1960 ins Ausland geflohen, nachdem sie wegen auf ihren Sendern ausgestrahlter kritischer Inhalte als Konterrevolutionäre angegriffen worden waren und ihr Leben in Gefahr sahen.

## Belege
1. ↑  T. Witherspoon: Radio Reloj: August 30, 2015. In: The Shortwave Radio Audio Archive. 16. September 2015, abgerufen am 28. März 2024 (amerikanisches Englisch).
2. ↑  André Scheer: »Radio Tick-Tack«: News im Minutentakt. In: Junge Welt. 8. Oktober 2020, abgerufen am 28. März 2024.
3. ↑  Radio Reloj – La noticia en 60 segundos. In: Cubanews. 19. August 2018, abgerufen am 28. März 2024 (deutsch).
4. ↑  Goar Mestre, vida y obra del "Rey de la TV" desde la óptica de Pablo Sirvén. In: Perfil.com. 8. November 2013, abgerufen am 27. März 2024 (spanisch).
5. ↑  Goar Mestre. In: Historia Cuba. 16. November 2017, abgerufen am 28. März 2024 (spanisch).
6. ↑  Yosdany Morejón Ortega: Radio Reloj: 75 años de información continua. In: Cuba debate. 2022, abgerufen am 27. März 2024 (spanisch).
7. 1 2  Radio Reloj, emisora símbolo de los cubanos. In: Tribuna. Abgerufen am 27. März 2024 (spanisch).
8. ↑  Historia de Radio Reloj  Sabías que. In: DCubanos. 25. November 2008, abgerufen am 27. März 2024 (spanisch).
9. ↑  Radio Reloj. In: EcuRed. Abgerufen am 27. März 2024 (spanisch).
10. ↑  C. Avelino Víctor Couceiro Rodríguez: Lo está diciendo Radio Reloj…. Hace 76 años. In: Radio Cubana. 1. Juli 2023, abgerufen am 27. März 2024 (spanisch).
11. 1 2  Bárbara Gómez: Declaran a Cabina de Radio Reloj como Monumento Nacional. In: Radio Habana Cuba. 8. November 2019, abgerufen am 28. März 2024 (spanisch).
12. ↑  Miguel José Maury Guerrero: Reverenciar la historia: Los micrófonos de Radio Reloj llaman a la rebelión del pueblo. In: Cuba Debate. 13. März 2018, abgerufen am 28. März 2024 (spanisch).
13. ↑  Cuba evoca aniversario 67 del asalto al Palacio Presidencial y toma de Radio Reloj. In: Escambray Sancti Spiritus. 13. März 2024, abgerufen am 28. März 2024 (spanisch).
14. ↑  Chronologie Fidel Castro und die Kubanische Revolution (PDF; 347 kB), Auszug aus dem Buch »Fidel Castro. Mein Leben«, S. 6, abgerufen am 20. Januar 2017
15. ↑  Ignacio Varona: El último minuto de Radio Reloj. In: 14ymedio. 1. Juli 2014, abgerufen am 28. März 2024 (spanisch).
16. ↑  Pablo Sirvén: El rey de la TV. Sudamericana, Buenos Aires 2013 (spanisch)
17. ↑  Pablo Sirvén: Goar Mestre y sus historias con déjà-vu, in: La Nación vom 27. September 2009, abgerufen am 20. Januar 2017 (spanisch)
18. ↑  Flor de Paz: Un brindis por los 75 de Radio Reloj. In: Cubaperiodistas. 30. Juni 2022, abgerufen am 28. März 2024 (spanisch).
19. ↑  Michael B. Salwen und Bruce Garrison: Latin American Journalism. Routledge, New York und London 1991 (englisch)